# Восьмеричная система счисления
Восьмери́чная систе́ма счисле́ния — позиционная целочисленная система счисления с основанием 8. Для представления чисел в ней используются цифры от 0 до 7.
Восьмеричная система чаще всего используется в областях, связанных с цифровыми устройствами. Характеризуется лёгким переводом восьмеричных чисел в двоичные и обратно, путём замены восьмеричных чисел на триплеты двоичных. Широко использовалась в программировании и компьютерной документации, однако позднее была почти полностью вытеснена шестнадцатеричной.
Восьмеричная система применяется при выставлении прав доступа к файлам и прав исполнения для участников в Linux-системах.

## Таблица перевода восьмеричных чисел в двоичные
```
0
8
  = 000
2

1
8
  = 001
2

2
8
  = 010
2

3
8
  = 011
2

4
8
  = 100
2

5
8
  = 101
2

6
8
  = 110
2

7
8
  = 111
2
```

Для перевода восьмеричного числа в двоичное необходимо заменить каждую цифру восьмеричного числа на триплет двоичных цифр. Например:
25418 = [ 28 | 58 | 48 | 18 ] = [ 0102 | 1012 | 1002 | 0012 ] = 0101011000012.

## Использование в естественных языках
Языки юки и паме используют восьмеричную систему счисления.

## В языках программирования
Ряд языков программирования, в частности, Си/C++, Ada, Perl, Java и Python (до 3.0), имеют специальный синтаксис (аналогичный использованию префикса "0x" для шестнадцатеричных констант) для записи восьмеричных констант с применением ведущего нуля, например, 0644 представляет собой запись литеральной константы с десятичным значением 42010.
По статистике, применение восьмеричных констант в программах на языке Си чрезвычайно низко (около 0,1 % от всех литеральных констант, без учета константы «0», технически также восьмеричной). Определенную популярность такие константы сохраняют в случае описания прав на файлы в Unix/POSIX стиле (0666, 0750), и при отдельных случаях работы с битовыми масками, когда программисту проще представлять битовое представление восьмеричных чисел, а не шестнадцатеричных или, тем более, десятичных.
Подобные правила указания системы счисления могут быть неочевидны для программистов и приводят к ошибкам. В некоторых языках существуют рекомендации не использовать такую запись, в других языках такая запись восьмеричных констант запрещена (например, в Python с версии 3 используется префикс 0o) или не используется (например Rust и D).
Некоторые версии языка Бейсик используют для записи восьмеричных констант префикс &O, например, &O644. Здесь O — это не ноль, а буква латинского алфавита, обозначающая английское слово Octal (восьмеричный).
Объединение двоичных разрядов в триплеты битов применялось системах команд и, как следствие, в языках ассемблера советских ЭВМ «Минск-22», БК-0010 и БК-0011, ДВК и других.